# أحداث من العصر الحديث للكتب المصورة
من أهم الجوانب الرئيسية للعصر الحديث للكتب المصورة هو أنه بداية الأحداث الكبرى. في عام 1984، أطلقت شركة Marvel Comics أول كروس أوفر كبير لأول مرة، Secret Wars الحروب السرية، وهي قصة تضم أكثر الأبطال الخارقين إنتاجًا في الشركة، والتي كانت في سلسلة محدودة مكونة من 12 إصدارًا والعديد من الكتب المصورة الشهرية. بعد مرور عام، قدمت دي سي كوميكس أول تقاطع واسع النطاق لها، أزمة على الأرض اللانهائية ، والتي كان لها تأثيرات طويلة المدى على استمرارية عالم دي سي .
في أوائل التسعينيات ومنتصفمها ، كانت مارفل و ديسي تنشر الأحداث الكبيرة بانتظام، مما أدى غالبًا إلى زيادة الدعاية والمبيعات. ساعدت هذه الأحداث في درء المنافسة من إميج كومكس ، ومن المرجح أن تكون مثل هذه الأحداث "عناصر لهواة الجمع". امتدت بعض الأحداث، مثل " Zero Hour " من DC و" ملحمة Onslaught " من Marvel، إلى خط الناشر بالكامل بينما أثر البعض الآخر فقط على "عائلة" من العناوين المترابطة. تميزت امتيازات X-Men وBatman بعمليات الانتقال سنويًا تقريبًا.

## عمليات الانتقال في العصر الحديث
دي سي كوميكس
- 1985: أزمة على الأرض اللانهائية
- 1986: الأساطير
- 1988: الألفية
- 1988: أوديسا كونية
- 1989: الغزو!
- 1991: هرمجدون 2001
- 1991: حرب الآلهة
- 1992: الكسوف: الظلام في الداخل
- 1992-93: وفاة وعودة سوبرمان
- 1993: سقوط الفارس (باتمان)
- 1993: سلالات الدم
- 1993: الثالوث
- 1994: عوالم تتصادم (مع Milestone Media)
- 1994: ساعة الصفر
- 1997: الليلة الأخيرة
- 1997: سفر التكوين
- 1998: دي سي ون مليون
- 2001: عوالمنا في حالة حرب
- 2001: العصر الفضي
- 2004: أزمة الهوية
- 2004: تقدم دي سي كوميكس (تكريمًا لجوليوس شوارتز)
- 2005: أزمة لا نهاية لها
- 2006–07: 52
- 2007: الحرب العالمية الثالثة
- 2007–08: العد التنازلي للأزمة النهائية
- 2008: الأزمة النهائية
- 2009: أحلك ليلة
- 2010: ألمع يوم
- 2011: نقطة مضيئة
- 2013: حرب الثالوث
- 2013–14: الشر إلى الأبد
- 2014–15: الـ 52 الجديدة: نهاية العقود الآجلة
- 2015: التقارب
- 2016: ولادة العاصمة

كاريكاتير الأعجوبة
- 1996: دي سي ضد مارفل
- 1996: دي سي/مارفل: كل الوصول
- 1997: الوصول غير المحدود
- 2003: جيش تحرير لوس أنجلوس/المنتقمون

كاريكاتير الشجاعة
- 1992: الوحدة
- 1994: تأثير الفوضى
- 1995: هياج
- 1995: زلزال
- 2000: الوحدة 2000
- 2013: حروب النذير
- 2014: صائدو الدروع

ماليبو ألترافيرس
- 1993: الاختراق
- 1994: رافيرتي ساغا
- 1995: عجلة الله
- 1995: العمود الفقري الفائق
- 1995: سبتمبر الأسود (قصص مصورة)
- 1995: قيامة فينيكس

## أنظر أيضا
- العصر الذهبي للكتب المصورة
- العصر الفضي للكتب المصورة
- العصر البرونزي للكتب المصورة
- العصر الحديث للكتب المصورة
- تصوير المرأة في القصص المصورة الأمريكية